# Ruské velkoknížectví (1432–1435)
Ruské velkoknížectví (ukrajinský Велике князівство Руське) byl středověký státní útvar vzniklý odtržením od Litevského velkoknížectví během občanské války o trůn mezi sesazeným velkoknížetem Švitrigailem a Sigismundem Kęstutaitisem, oba z dynastie Gediminovců. Byla to ta část velkoknížectví, která zachovala věrnost k Švitrigailovi po jeho sesazení z litevského trůnu. Toho s polskou pomocí uchvátil Sigismund Kęstutaitis. Rozpoutání občanské války, v níž byli Švitrigaila i přes podporu spojenců, k nimž se počítali i němečtí rytíři, nakonec poražen, položilo základy k budoucímu spojení Litvy a sousedního Polska, ale i oslabení Livonského řádu (větve Řádu německých rytířů), který během konfliktu stál na straně poraženého Švitrigaily.

## Historie
Poté, co roku 1430 zemřel litevský velkokníže Vytautas, vystřídal jej na trůnu další Gediminovec Švitrigaila, bratr Vladislava II. Jagella (Jogaily). Švitrigaila usiloval o titul krále a o válku proti Polsku. Proti Švitrigailovi bylo s podporou Polska (Jogaily) uspořádán atentát v Ašmeně (Ашмяны). Švitrigaila však stačil prchnout do Polocka.

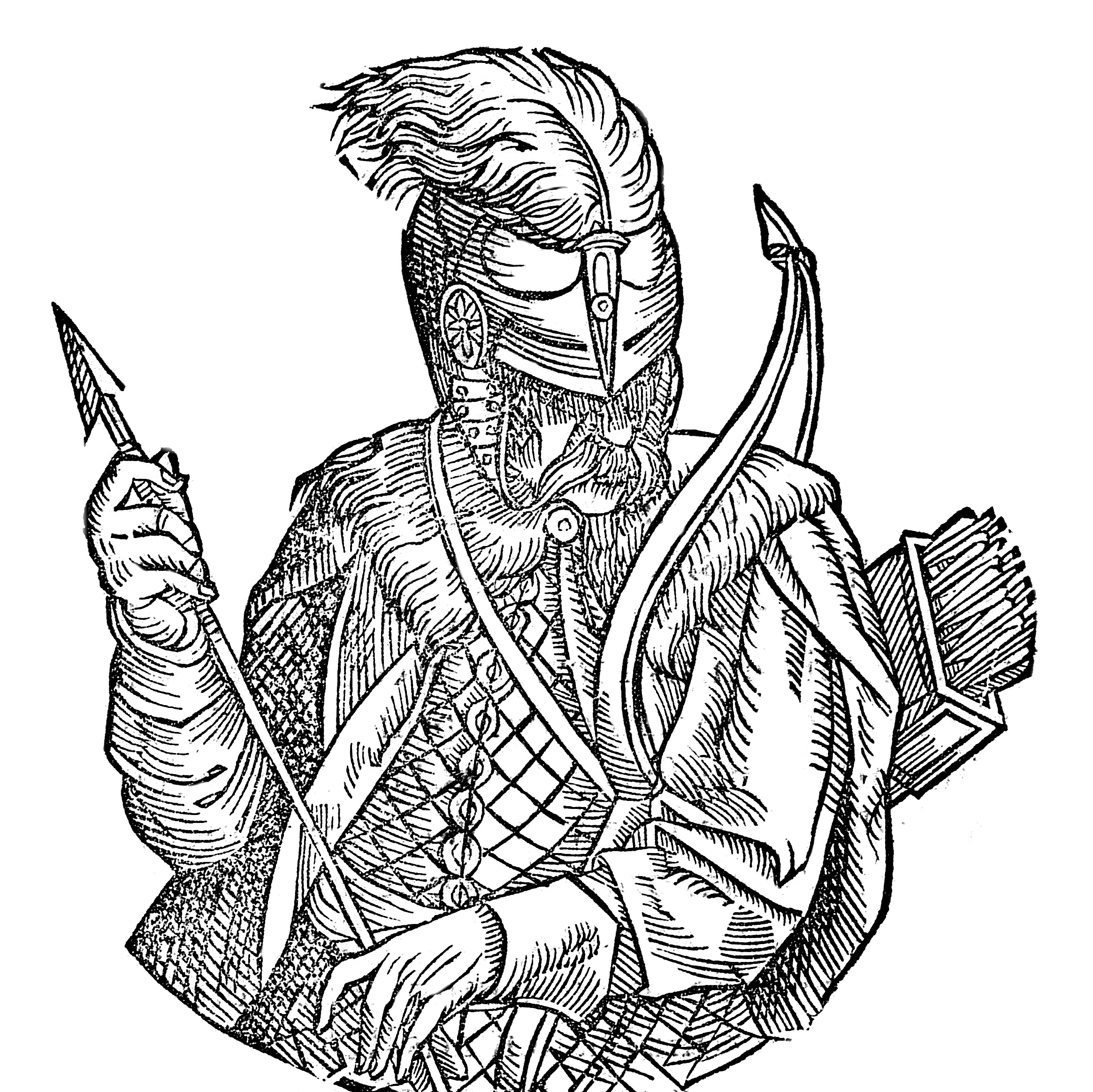
Švitrigaila podle Alexandra Guagniniho (16. století)

Dne 1. září 1432 nastoupil s polskou podporou na velkoknížecí trůn Sigismund (česky Zikmund) Kęstutaitis, který se mimo jiné dříve zúčastnil po boku Polska bitvy u Grunwaldu (1410). Odstavený Švitrigaila se však nemínil vzdát a rozpoutal občanskou válku. Po útěku do Polocka ovládl knížectví Polocké, Vitebské, Smolenské, Novgorodu Severského, Černigovské a Kyjevské, a tak Zikmundovi zbylo jen vojvodství Podleské, Poleské, Minské a vlastní Litva. Zikmundovi nezbývalo, než se udobřit s Poláky a Jogailou, souhlasit se všemi jejich požadavky, především opět slíbit (jako předtím Vytautas roku 1401), že po jeho smrti Litva připadne Polsku (Jogailovi nebo jeho nástupcům). Zikmund také dne 6. května 1434 vydal privilegium, které zrovnoprávňovalo pravoslavné ruské bojary s katolickou litevskou šlechtou, čímž si je příznivě naklonil.
Švitrigaila mnohokrát útočil proti Zikmundovi, podařilo se mu dostat až k Vilniusu a Trakům, ale v těchto bitvách se mu stále nedařilo získat rozhodují převahu. Proto roku 1435 svolal všechny svoje spojence (Livonský řád, Tatary ze Zlaté hordy, ruská knížata...) a uspořádal velké tažení. Ale v bitvě u Pabaiska (Vilkoměře; 1. září 1435) proti Zikmundovým synem Mikulášem vedené litevsko-polské armádě byl na hlavu poražen, zahynul v ní mimo jiné sám mistr livonského řádu Franco Kerskorff, husitský hejtman a bývalý český zemský správce Zikmund Korybutovič a množství ruských knížat.
Samotnému Švitrigailovi se podařilo uprchnout do Vitebska a i když shromáždil novou armádu, již se nemohl postavit na odpor. Zanedlouho se Zikmundovi vzdaly Polock, Smolensk, Vitebsk a Novgorod Severský a Švitrigailovi zbyly jen Kyjev, Volyň a Podolí (v roce 1438 byl vytlačen i odsud), po útěku do zahraničí se vrátil až po Zikmundově smrti (1440); opustil kališníky, kteří museli bojovat se Zikmundem Lucemburským. Ani poté se mu opětovně nepodařilo získat litevský trůn a zemřel ve Volyni. Po této bitvě se již Livonský řád nevzpamatoval a postupně ztratil vliv.
Jogaila navíc žádal, aby se Zikmund vzdal Litvy a úděl rozdělil mezi své syny, to se však nestalo. V roce 1440 byl v Trakai zavražděn velmoži, zanechal po sobě syna Michala Boleslava, který zemřel kolem roku 1452, nástupcem se nakonec stal Jagellův syn Kazimír IV. Jagellonský.